# Gyrinus urinator
Gyrinus urinator é uma espécie de insetos coleópteros pertencente à família Gyrinidae.
A autoridade científica da espécie é Illiger, tendo sido descrita no ano de 1807.
Trata-se de uma espécie presente no território português.